# Юки (княжество)

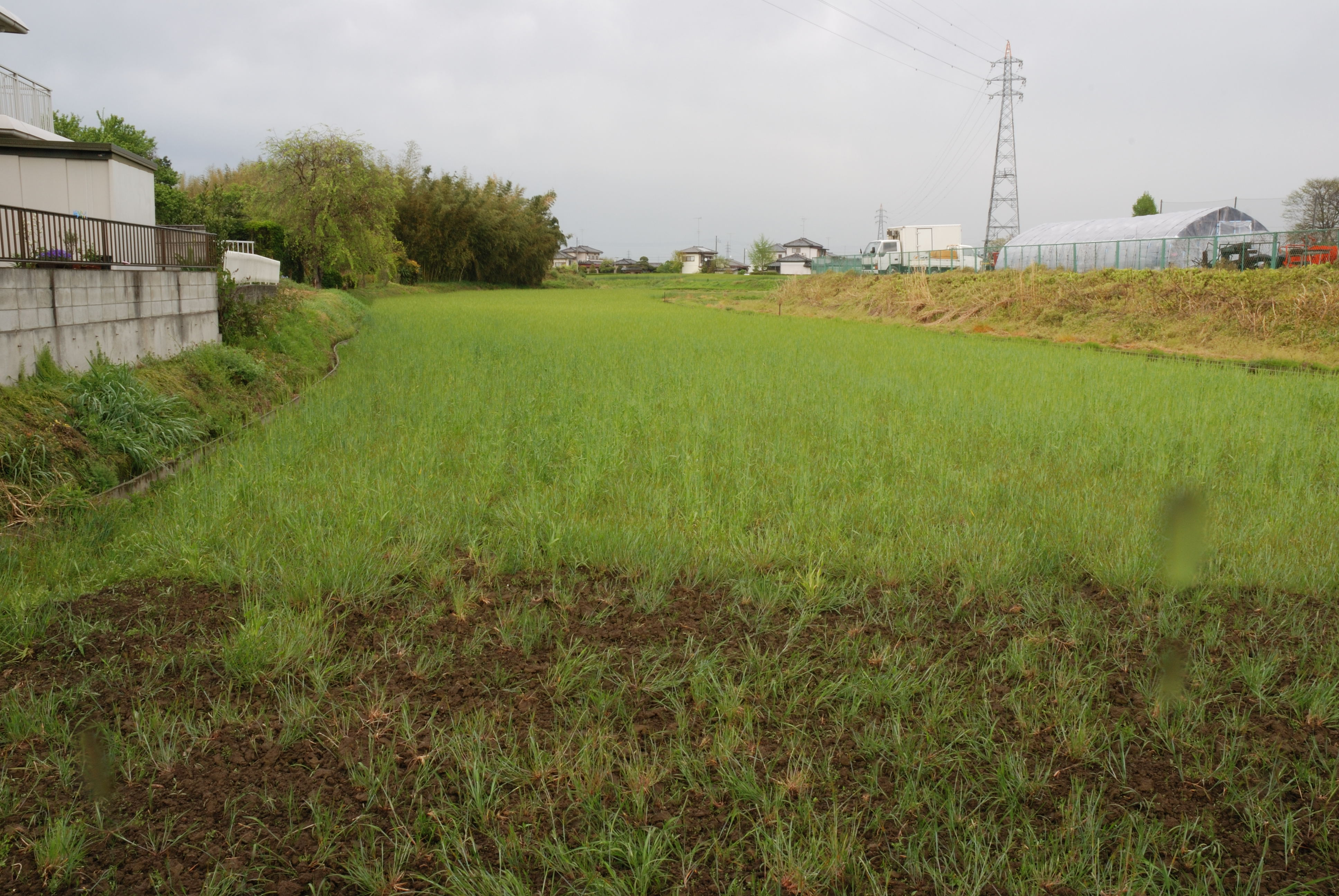
Рвы замка Юка, административного центра Юки-хана

Княжество Юки (яп. 結城藩 Юки-хан) — феодальное княжество (хан) в Японии периода Эдо (1590—1601, 1700—1871). Юки-хан располагался в провинции Симоса (современная префектура Ибараки), региона Токайдо на острове Хонсю.

## Краткая информация
Административный центр — замок Юки (современный город Юки в префектуре Ибараки).
Род Юки был одним из восьми ведущих самурайских кланов района Канто в период Камакура. Младший сын Токугава Иэясу, Хидэясу (1574—1607), был принят Тоётоми Хидэёси в качестве возможного наследника. После рождения у Тоётоми Хидэёси сына Хидэясу был передан на усыновление в клан Юки (провинция Симоса). Даймё Юки Харумото (1534—1614) усыновил Хидэёсу, который принял фамилию Юки Хидэясу. Он возглавил род Юки и получил во владение домен Юки в провинции Симоса с доходом 100 000 коку риса. В 1600 году Юки Хидэясу участвовал на стороне своего отца Токугава Иэясу в битве при Сэкигахара, после которой получил во владение от своего отца Кита-но-сё (провинция Этидзэн) с доходом 750 000 коку. В 1601 году Хидэясу получил во владение домен Фукуи-хан в провинции Этидзэн.
В 1601—1700 годах до периода Гэнроку домен Юки-хан находился под прямым управлением сёгуната Токугава. В 1700 году в Юки-хан был переведен из Нисия-хана Мидзуно Кацунага (1679—1704). Потомки последнего управляли доменом вплоть до Реставрации Мэйдзи. Во время Войны Босин княжество было разделено между сторонниками императорской власти и сторонниками сёгуната. Мидзуно Кацумото, 10-й даймё Юки-хана, был принят в клан Нихоммацу и являлся активным сторонником Токугава, в то время как его приёмный сын и наследник, Мидзуно Кацухиро, поддерживал имперскую сторону. Кацумото помогал сторонникам Токугава захватить замок Юки, а его сын оказывал помощь во время повторного захвата замка императорскими силами. Правительство Мэйдзи наказало Кацухиро за поддержку сёгуната Токугава, урезало его доход до 1000 коку риса и изгнало его из домена. Позднее Мидзуно Кацухиро стал губернатором Юки-хана.
В 1871 году после административно-политической реформы Юки-хан был ликвидирован. Территория бывшего княжества была включена в состав префектуры Ибараки.

## Список даймё Юки-хана
| №                             | Имя                             | Годы правления | Титул                   | Придворный ранг | Доход                |
| ----------------------------- | ------------------------------- | -------------- | ----------------------- | --------------- | -------------------- |
| Род Юки (симпан) 1590—1601    |                                 |                |                         |                 |                      |
| 1                             | Юки Хидэясу (яп. 結城秀康)      | 1594—1600      | Микава-но-ками (三河守) | 従四位下        | 100 000 коку         |
| Род Мидзуно (фудай) 1700—1871 |                                 |                |                         |                 |                      |
| 1                             | Мидзуно Кацунага (яп. 水野勝長) | 1700—1703      | Оки-но-ками (隠岐守)    | 従五位下        | 18 000 коку          |
| 2                             | Мидзуно Кацумаса (яп. 水野勝政) | 1703—1736      | Хюга-но-ками (日向守)   | 従五位下        | 18 000 коку          |
| 3                             | Мидзуно Кацунобу (яп. 水野勝庸) | 1736—1749      | Хюга-но-ками (日向守)   | 従五位下        | 18 000 коку          |
| 4                             | Мидзуно Кацутика (яп. 水野勝前) | 1749—1763      | Хюга-но-ками (日向守)   | 従五位下        | 18 000 коку          |
| 5                             | Мидзуно Кацуоки (яп. 水野勝起)  | 1763—1783      | Хюга-но-ками (日向守)   | 従五位下        | 18 000 коку          |
| 6                             | Мидзуна Кацуката (яп. 水野勝剛) | 1783—1800      | Хюга-но-ками (日向守)   | 従五位下        | 18 000 коку          |
| 7                             | Мидзуно Кацузунэ (яп. 水野勝愛) | 1800—1835      | Хюга-но-ками (日向守)   | 従五位下        | 18 000 коку          |
| 8                             | Мидзуно Кацуюки (яп. 水野勝進)  | 1835—1859      | Хюга-но-ками (日向守)   | 従五位下        | 18 000 коку          |
| 9                             | Мидзуно Кацуто (яп. 水野勝任)   | 1859—1862      | Хюга-но-ками (日向守)   | 従五位下        | 18 000 коку          |
| 10                            | Mидзуно Кацумото (яп. 水野勝知) | 1862—1869      | Хюга-но-ками (日向守)   | 従五位下        | 18 000 → 17 000 коку |
| 11                            | Мидзуно Кацухиро (яп. 水野勝寛) | 1869—1871      | Хюга-но-ками (日向守)   | 従五位下        | 17 000 коку          |